# Sceau de la Floride
Le Sceau de la Floride (en anglais : Seal of Florida) est le sceau officiel de l'État américain de Floride.

## Historique
Un premier sceau apparut dès 1861 et subit de nombreuses modifications au fil du temps. Le sceau actuel est le même depuis 1985 et garde la plupart des éléments symboliques de la première version.

## Représentation
Il représente une femme séminole qui répand des fleurs sur le sol, un Sabal palmetto (l'arbre officiel de la Floride) ainsi qu'un bateau à vapeur et les rayons émis par le soleil en arrière-plan. L'illustration est encerclée par les phrases « Great Seal of the State of Florida » (« Le grand sceau de l'État de Floride ») en haut et « In God we trust » (« En Dieu nous croyons ») en bas.